# Ludovico Parisetti
Ludovico Parisetti, surnommé le Jeune, né à Reggio d'Émilie le 6 septembre 1503 et dans cette même ville ville en 1570, est un poète latin de la Renaissance.

## Biographie
Ludovico Parisetti naquit le 6 septembre 1503 à Reggio d'Émilie. Destiné par son père à la profession d'avocat, il alla suivre les leçons de Filippo Decio à Pise, et depuis il eut l'avantage d'entendre dans la même université le célèbre Alciat, auquel il voua le plus tendre attachement. La mort de son père le laissa bientôt libre de s'abandonner à son penchant pour les lettres ; mais il voulut achever son cours de droit, afin d'être à mème de régler ses propres affaires, et, en le terminant, il reçut le laurier doctoral. Ses amis lui ayant persuadé qu'avec son titre de docteur il obtiendrait facilement à Rome une place dans la magistrature, il résolut d'y aller solliciter un emploi. Il était à Bologne lors de l'entrevue du pape Clément VII et de Charles Quint (1529). Dans les visites qu'il rendit à quelques prélats, s'étant aperçu que pour réussir à Rome il lui faudrait employer des moyens qui répugnaient à sa délicatesse, il reprit sur-le-champ le chemin de Reggio. Dès lors, renonçant pour toujours aux honneurs et à la fortune, il se livra dans la retraite à la culture des lettres et de la poésie. Cependant il fit un voyage à Rome, en 1550 pour féliciter sur son avènement le pape Jules III, qu'il avait connu cardinal ; mais les témoignages d'estime et d'amitié dont il fut comblé par ce pontife ne purent le retenir à sa cour. Quelque temps après, il fut chargé par l'évêque de Reggio d'aller à Trente présenter ses excuses aux pères du concile. À part ces deux voyages qui forent l'un et l'autre très-courts, Parisetti ne s'éloigna pas un seul jour de sa ville natale. Revêtu de diverses charges municipales, il les remplit avec beaucoup de zèle, et mourut en 1570, emportant les regrets de ses concitoyens. Quinze ans auparavant, il s'était fait préparer un tombeau et avait composé son épitaphe. Les talents de Parisetti lui méritèrent l'estime des plus illustres écrivains de son temps, tels que Giraldi, Sadoleto, Bembo, Calcagnini.

## Œuvres
- De immortalitate animæ, Reggio, 1541, in-4° c'est un poème en trois livres ;
- Epistolarum libri sex, ibid., 1541, in-4°. Les trois derniers livres de ces épitres ont été réimprimés, Venise, Alde, 1553, in-8°, rare, et les trois premiers Bologne, 1560, in-8°.
- Theopœiæ libri sex, Venise, Alde, 1550-1551, in-8° ; le sujet de ce poème est la création du monde. C'est l'un des plus rares volumes de poésie latine du 16e siècle[3].
- De divina in hominum benevolentia atque beneficentia, orationes tres, ibid., Alde, 1552, in-8°. La même édition a été reproduite avec un nouveau frontispice, en 1559. Giovanni Guasco conservait en manuscrit un poème de Parisetti, intitulé De obitu Homeri.